# ᶜ̧
Cette page contient des caractères spéciaux ou non latins. S’ils s’affichent mal (▯, ?, etc.), consultez la page d’aide Unicode.
ᶜ̧, appelée c cédille en exposant, c cédille supérieur ou lettre modificative c cédille, est un ancien symbole de l’alphabet phonétique international. Il est formé de la lettre latine c cédille mise en exposant.

## Utilisation
Dans certaines transcriptions de l’alphabet phonétique international, non standard depuis 1989, ‹ ᶜ̧ › est utilisé après le symbole d’une consonne palatale sourde pour indiquer l’articulation secondaire fricative, indiquant une affriquée, par exemple la consonne affriquée palatale sourde [cᶜ̧], notée [cç] ou [c͡ç] avec l’alphabet phonétique international. Il est aussi utilisé après le symbole de la consonne fricative glottale sourde pour représenter une variété de consonne fricative palatale sourde [hᶜ̧] dans la transcription de l’espagnol de Buenos Aires listo [ˈlihᶜ̧to] « prêt ».
Il a aussi été utilisé dans la transcription de clics laminaux alvéolaires quasi-affriqués [ǃᶜ̧ ǂᶜ̧] attestés dans certaines langues comme le ǃxung Mangetti Dune.

## Représentations informatiques
La lettre modificative c cédille peut être représenté avec les caractères Unicode suivants :
- décomposé (extensions phonétiques, signes diacritiques génériques) :

| formes       | représentations | chaînes de caractères | points de code | descriptis                                          |
| ------------ | --------------- | --------------------- | -------------- | --------------------------------------------------- |
| modificative | ᶜ̧               | ᶜ◌̧                    | U+1D9C U+0327  | lettre modificative minuscule c diacritique cédille |

## Sources
- Association phonétique internationale, Exposé des principes de l’Association phonétique internationale, Leipzig, B. G. Teubner, 1900 (JSTOR 44749210, lire en ligne)
- (en) Peter Constable, Revised Proposal to Encode Additional Phonetic Modifier Letters in the UCS, 1er février 2004 (lire en ligne)
- (en) International Phonetic Association, « Report on the 1989 Kiel Convention », Journal of the International Phonetic Association, vol. 19, no 2,‎ 1989, p. 67-80 (DOI 10.1017/S0025100300003868)
- (en) International Phonetics Association, Handbook of the International Phonetics Association : a guide to the use of the International Phonetic Alphabet, Cambridge, Cambridge University Press, 1999, 204 p. (ISBN 0-521-63751-1 et 0-521-65236-7, lire en ligne)
- (en) Daniel Jones, The phoneme : its nature and use, 1967 (réimpr. 1976) (1re éd. 1950) (lire en ligne)
- (en) John Laver, Principles of phonetics, Cambridge, Cambridge University Press., coll. « Cambridge textbooks in linguistics », 1994 (lire en ligne)
- (en) Amanda L. Miller, « Palatal click allophony in Mangetti Dune !Xung: Implications for sound change », Journal of the International Phonetic Association, vol. 49, no 2,‎ 2017, p. 1-29 (DOI 10.1017/S0025100317000305)